# Walter Ophamil

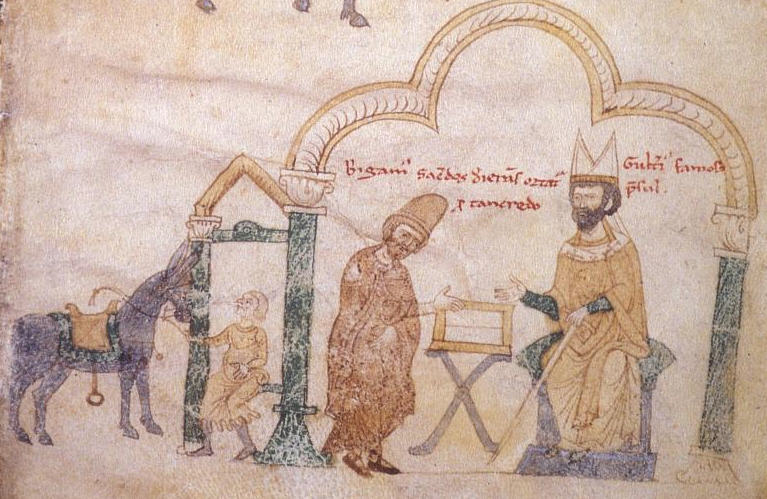
Tancredo de Sicilia

Walter del molino o Ophamil o Offamil ( fl. 1160-1191 – italianizado como Gualtiero Offamiglio o Offamilio de latín Ophamilius, fue el archidiácono de Cefalú, decano de Agrigento, y arzobispo de Palermo – llamado "il primo ministro", el primer ministro de la Corona. Llegó a Sicilia con Pedro de Blois y Stephen du Perche por orden de Rotrou, arzobispo de Ruán, primo de la reina Margarita de Navarra, originalmente como tutor de los hijos de Guillermo I de Sicilia y Margarita. Su madre era Bona, patrona de la abadía de Cluny y devota et fidelis nostra del rey en 1172. Su padre es desconocido. Por su nombre mucho tiempo se pensó que era inglés («Walter of the Mill»), pero esta interpretación ya no se acepta; se cree que ophamilius se refiere a que Walter era protofamiliaris de Guillermo II, el principal asesor de la casa real, familiaris regis.

## Biografía
La primera aparición de Walter en el registro histórico es en la corte como tutor latino de los hijos de Guillermo I en 1160. Ascendió a las filas hasta convertirse en canónigo de la Cappella Palatina y candidato al trono arzobispal vacante de 1168, después de la deposición de Stephen du Perche. Según Hugo Falcando, Walter tuvo éxito, «menos por elección que por intrusión violenta». Sin embargo, sin el apoyo de la reina regente o del influyente Tomás Becket, su facción sobornó al Papa Alejandro III para confirmar su elección y fue consagrado en la Catedral de Palermo el 28 de septiembre. Recibió claramente felicitaciones de doble filo de parte de Pedro de Blois, quien se refiere en una carta a su «humilde nacimiento». 
Walter era un compañero constante de la corte de Guillermo II, de quien había sido tutor. Acompañó a Guillermo a Tarento para esperar a su novia bizantina y, en su defecto, coronó a Juana, hija de Enrique II de Inglaterra, como reina consorte el 13 de febrero de 1177. 
En 1174, los primeros frutos de un plan del rey y el vicecanciller, Mateo de Ajello, comenzaron a florecer. El papa emitió el primero de una serie corta de bulas a favor de la causa de la creación de una nueva arquidiócesis en Sicilia, centrada en la abadía benedictina cluniacense de Monreale, una fundación reciente de Guillermo. El abad de dicha abadía sería automáticamente consagrado arzobispo por cualquier prelado del reino aprobado por el rey. La tradición de Hagia Kyriaka, la capilla de los antiguos metropolitanos ortodoxos griegos de Sicilia, en los terrenos de Monreale, fortaleció enormemente la causa del rey en una época en que la tradición era tan valorada. El arzobispo de Palermo vio muy disminuido su poder por la consagración del primer arzobispo de Monreale en la primavera de 1176. Walter comenzó la construcción de una nueva catedral en Palermo en este momento, para contrarrestar los efectos del hermoso Monreale, el nuevo mausoleo de la dinastía Altavilla. A la muerte de Guillermo en 1189, Walter luchó en vano contra el arzobispo de Monreale por el cuerpo del rey. 
En 1184, Walter dio su apoyo al matrimonio de Constanza, hija de Roger II, con Enrique, hijo de Federico Barbarroja. Fue de los pocos que lo hicieron, ya que Constanza, como única heredera legítima al trono, estuvo confinada en un monasterio durante mucho tiempo debido a la profecía de que «su matrimonio destruiría Sicilia». Aunque apoyó a Constanza para suceder a Guillermo II, a petición del papa Clemente III, tuvo que coronar a Tancredo rey  en su catedral, a principios de enero de 1190. Murió por causas naturales a principios de 1191 y fue enterrado en su catedral reconstruida. Además de la catedral, reelaborada tantas veces a lo largo de los siglos, Walter dejó, como guiño arquitectónico a su patrocinio de las artes, las capillas de Santa Cristina y Santo Spirito. La última es la «iglesia de las vísperas», la iglesia frente a la cual tuvo lugar el primer insulto y el primer asesinato de las vísperas sicilianas en 1282. 
Ricardo de S. Germano le llamó a él y a Matthew «las dos columnas más firmes del Reino». La historiografía moderna ha sido menos amable. John Julius Norwich le llama «la influencia más nefasta en el reino», porque "no hay evidencia de que haya dado un solo paso constructivo para mejorar la posición siciliana o avanzar la fortuna siciliana". Ha sido considerado un líder de los feudataorios contra los cuales todos los reyes sicilianos lucharon por sus prerrogativas reales y, por Ferdinand Chalandon, como un imperialista que apoyó a Enrique para oponerse a la inevitable guerra civil. 
En la literatura, Walter, sobre la base de su supuesto nacimiento inglés, fue acreditado como autor de rudimentos latinos por John Bale en la década de 1550. Léopold Hervieux identificó a Walter con el autor anglo-normando Gualterus Anglicus. Llegó al extremo de sugerir que las versificaciones latinas de Gualterus (Walter) de las fábulas de Esopo tenían la intención de instruir y entretener al joven Guillermo II.